# 감형권
감형권(減刑權)은 형의 선고를 받은 자에 대하여 선고받은 형을 경감하거나 형의 집행을 감경시켜 주는 국가원수의 특권을 말한다. 감형에는 두 종류가 있는데, 죄 또는 형의 종류를 정하여 일반적으로 행하는 일반감형과 특정인에 대하여 행하는 특별감형이 있다. 일반 감형은 국무 회의의 심의를 거쳐 대통령령으로 행하고 특별감형은 법무부 장관의 계고로 국무회의의 심의를 거쳐 대통령이 이를 행한다.